# Zounzounmè
Zounzounmè ist ein Arrondissement im Departement Zou im westafrikanischen Staat Benin. Es ist eine Verwaltungseinheit, die der Gerichtsbarkeit der Kommune Abomey untersteht.

## Demografie und Verwaltung
Gemäß der Volkszählung 2013 des beninischen Statistikamtes INSAE hatte das Arrondissement 8031 Einwohner, davon waren 3759 männlich und 4272 weiblich.
Von den 41 Dörfern und Quartieren der Kommune Abomey entfallen fünf auf Zounzounmè:
1. Dilikotcho
2. Gbèhizankon
3. Lègbaholi
4. Lokokanmè
5. Zounzonmè